# DonGURALesko

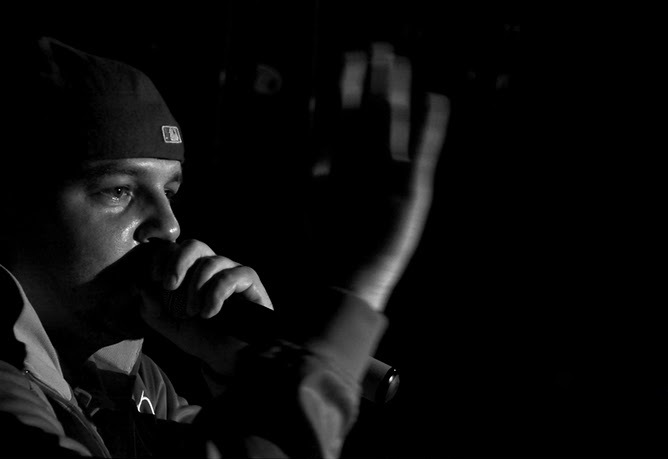
DonGURALesko (2010)

Piotr Górny (* 8. März 1980 in Posen), besser bekannt als DonGURALesko, ist ein polnischer Rapper und Songwriter. Er startete seine Karriere 1995 als Mitglied in Gruppen wie Killaz Group, PDG Kartel und K.A.S.T.A.

## Leben
Als DonGURALesko im Herbst 2015 zu Mitgefühl für die Flüchtlinge aufrief, erhielt er Hunderte rassistischer Kommentare.

## Diskografie

### Alben
| Jahr | Titel                          | Höchstplatzierung, Gesamtwochen, AuszeichnungChartsChartplatzierungen (Jahr, Titel, Platzierungen, Wochen, Auszeichnungen, Anmerkungen) | Anmerkungen                                                        |
| Jahr | Titel                          | PL | Anmerkungen                                                        |
| ---- | ------------------------------ | --- | ------------------------------------------------------------------ |
| 2002 | Opowieści z betonowego lasu    | PL15 (… Wo.)PL | Erstveröffentlichung: Dezember 2002 Höchstplatzierung: 2024        |
| 2003 | Kastatomy                      | PL35 (3 Wo.)PL | mit K.A.S.T.A.                                                     |
| 2005 | Drewnianej małpy rock          | PL50 (1 Wo.)PL | Erstveröffentlichung: 14. Februar 2005                             |
| 2007 | Operacja kocia karma           | PL18 (1 Wo.)PL | Erstveröffentlichung: 14. Mai 2007 mit Killaz Group                |
| 2008 | El polako                      | PL9 (7 Wo.)PL | Erstveröffentlichung: 23. Juni 2008                                |
| 2009 | Inwazja porywaczy ciał Mixtape | PL13 (2 Wo.)PL | Erstveröffentlichung: 1. Juli 2009 Mixtape, produziert von Matheo  |
| 2010 | Totem leśnych ludzi            | PL1 (16 Wo.)PL | Erstveröffentlichung: 11. Juni 2010                                |
| 2011 | Zaklinacz deszczu              | PL13 (14 Wo.)PL | Erstveröffentlichung: 26. November 2011                            |
| 2012 | Projekt jeden z życia moment   | PL2 (13 Wo.)PL | Erstveröffentlichung: 15. November 2012                            |
| 2014 | Kroniki betonowego lasu        | PL4 (15 Wo.)PL | Erstveröffentlichung: 30. Juni 2014                                |
| 2015 | Magnum ignotum                 | PL2 Gold · (13 Wo.)PL | Erstveröffentlichung: 20. November 2015                            |
| 2017 | Dom otwartych drzwi            | PL3 Gold · (21 Wo.)PL | Erstveröffentlichung: 24. Juni 2017                                |
| 2019 | Miłość, szmaragd i krokodyl    | PL1 (11 Wo.)PL | Erstveröffentlichung: 30. März 2019 mit Matheo                     |
| 2019 | Latające ryby                  | PL2 Gold · (19 Wo.)PL | Erstveröffentlichung: 7. Juni 2019                                 |
| 2019 | Magnum ignotum (Re-Release)    | PL43 (1 Wo.)PL |                                                                    |
| 2020 | Dziadzior                      | PL1 Gold · (26 Wo.)PL | Erstveröffentlichung: 22. Mai 2020                                 |
| 2020 | Vrony & Pro-Tony               | PL7 (1 Wo.)PL | Erstveröffentlichung: 14. Dezember 2020 mit Matheo                 |
| 2021 | URKMSWDWAAWJIM                 | PL2 (9 Wo.)PL | Erstveröffentlichung: 28. Mai 2021                                 |
| 2021 | Trinity                        | PL8 (6 Wo.)PL | Erstveröffentlichung: 17. Dezember 2021 mit Shellerini & Tailorcut |
| 2022 | Mowa Ciemna                    | PL2 (11 Wo.)PL | Erstveröffentlichung: 20. Mai 2022                                 |
| 2023 | Ucieczka z kina Wolność        | PL1 Diamant · (15 Wo.)PL | Erstveröffentlichung: 26. Mai 2023                                 |
| 2024 | Miejskie Ptaki                 | PL2 (9 Wo.)PL | Erstveröffentlichung: 17. Mai 2024                                 |

Weitere Alben
- 1998: Prawdziwość dla gry (Demo, mit Killaz Group)
- 2001: Nokaut (mit Killaz Group)
- 2006: Jointy, konserwy, muzyka bez przerwy Mixtape (Mixtape, mit DJ Kostek)
- 2007: Manewry Mixtape (Mixtape, produziert von Matheo)

### Singles
- 2021: Średniowiecze (Pokahontaz feat. DonGURALesko, PL: Gold)
- 2021: My Pariasi (mit Intruz, PL: Gold)
- 2021: Fresh (mit Deemz & White 2115, PL: Gold)